# Dogo (Mali)
Dogo è un comune rurale del Mali facente parte del circondario di Bougouni, nella regione di Sikasso.